# Santos Montoya
Santos Montoya Torres (La Solana, 22 de febrero de 1966) es un eclesiástico católico español. Es el Obispo de Calahorra y la Calzada-Logroño. Fue obispo auxiliar de Madrid (2017-2022).

## Biografía

### Formación
Nacido en la localidad ciudarealeña de La Solana. A los diez años se trasladó a Madrid. En la capital de España, realizó varias licenciaturas: licenciado en Ciencias Químicas por la Universidad Autónoma de Madrid, bachiller en Teología por la Facultad de Teología San Dámaso (1998), licenciado en Teología por la Universidad Pontificia de Comillas (2000) y licenciado en Teología Dogmática por la Universidad Eclesiástica San Dámaso. En 2020 obtuvo un máster en Discernimiento Vocacional y Acompañamiento Espiritual en la Universidad Pontificia Comillas.

### Sacerdocio
Fue ordenado presbítero el 18 de junio de 2000 y desde entonces ha desempeñado los cargos de viceconsiliario de la Acción Católica General de Madrid, profesor, vicerrector y rector del Seminario Menor de Madrid; desde 2012, párroco de la parroquia Beata María Ana de Jesús, director del colegio homónimo, arcipreste de Delicias-Legazpi (2012), miembro del Consejo Presbiteral y miembro del Colegio de Consultores desde 2017.

## Episcopado

### Obispo auxiliar de Madrid

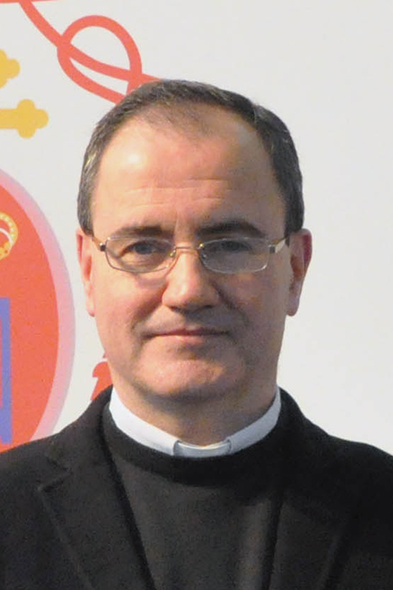
Santos Montoya, como obispo auxiliar electo de Madrid.

El 29 de diciembre de 2017 se anunció su nombramiento por el papa Francisco como obispo auxiliar de Madrid, junto a los sacerdotes José Cobo Cano y Jesús Vidal Chamorro. Fueron ordenados obispos en la catedral de la Almudena de Madrid el 17 de febrero de 2018.

### Obispo de Calahorra y la Calzada-Logroño
El 12 de enero de 2022 el papa Francisco lo nombró obispo de Calahorra y la Calzada-Logroño.
Desde junio de 2023 es consiliario de Manos Unidas.

### Conferencia Episcopal
En la Conferencia Episcopal Española fue miembro de la Comisión Episcopal del Clero desde abril de 2018 hasta marzo de 2020, cuando se incorporó a la Comisión Episcopal de Laicos, Familia y Vida. Desde febrero de 2025 es consiliario de la Acción Católica de España.